# برايان كولي
برايان كولي (بالإنجليزية: Brian Cooley)‏ هو صحفي أمريكي، ولد في 20 يوليو 1965 في سان فرانسيسكو في الولايات المتحدة.

## وصلات خارجية
- الموقع الرسمي